# 克利夫兰开杯法
克利夫兰开杯法又稱克利夫蘭開口杯法（Cleveland open-cup method）是指使用克利夫兰开杯装置（也称为克利夫兰开杯测试仪）测定石油產品闪点的一種化学方法。首先，将仪器的测试杯（通常是黄铜）装入一部分要測試的石油產品。然后讓石油產品的温度迅速升高，之后在接近理论闪点时以缓慢、恒定的速率升高溫度。温度的升高将导致石油產品开始产生易燃蒸氣。當引火管引燃蒸气的最低温度即被认为是該石油產品的闪点。该装置还可以用于确定该石油產品的燃点。當石油產品燃燒時間達5秒時，該溫度即為石油產品的燃點。